# Data cuprea
Data cuprea là một loài bướm đêm trong họ Noctuidae.